# (33340) 1998 VG44
(33340) 1998 VG44, também escrito como (33340) 1998 VG44, é um objeto transnetuniano que está localizado no Cinturão de Kuiper, uma região do Sistema Solar. Este corpo celeste é classificado como um plutino, pois, o mesmo está em uma ressonância orbital de 2:3 com o planeta Netuno. Ele possui uma magnitude absoluta de 6,5 e tem um diâmetro estimado com 398 quilômetros. O astrônomo Mike Brown lista este corpo celeste em sua página na internet como um candidato a possível planeta anão.

## Descoberta
(33340) 1998 VG44 foi descoberto no dia 14 de novembro de 1998 pelos astrônomos Jeffrey A. Larsen, Nichole M. Danzl e Arianna E. Gleason em Kitt Peak.

## Órbita
A órbita de (33340) 1998 VG44 tem uma excentricidade de 0,255 e possui um semieixo maior de 39,444 UA. O seu periélio leva o mesmo a uma distância de 29,368 UA em relação ao Sol e seu afélio a 49,520 UA.